# Diatomyidae
De Diatomyidae is een familie van knaagdieren uit Azië. De enige levende soort is de Laotiaanse rotsrat (Laonastes aenigmamus). Deze familie is het nauwste verwant aan de kamvingers (Ctenodactylidae). In totaal zijn er vier geslachten bekend, waarvan er twee pas in 2005 zijn beschreven. De andere twee, Diatomys en Fallomus, zijn in de loop van de tijd geplaatst in allerlei knaagdierengroepen, zoals springhazen (Pedetidae), Chapattimyidae en zelfs Geomyoidea (goffers en wangzakmuizen). Tegenwoordig wordt de Diatomyidae geaccepteerd als een primitieve verwant van de Hystricognathi.
Diatomyidae zijn sciurognath, maar hystricomorph, net als de springhazen (Pedetidae) en kamvingers (Ctenodactylidae). Ze hebben zowel boven als onder één snijtand en drie kiezen, maar ze hebben boven twee valse kiezen, terwijl in de onderkaak maar één valse kies zit. De kiezen zijn bilophodont; de knobbels steken naar voren. Er zitten weinig knobbels en ruggen op de kiezen. De kiezen hebben vier wortels. De valse kiezen in de onderkaak zijn driehoekig en hebben meestal drie wortels.
De familie omvat de volgende soorten:
- Geslacht Diatomys Li, 1974
  - Diatomys liensis Mein & Ginsburg, 1985 (Thailand)
  - Diatomys shantungensis Li, 1974 (China)
  - Onbeschreven en ongeïdentificeerde Diatomys-soorten uit Noord-Afrika, Japan, Pakistan en Thailand
- Geslacht Fallomus Flynn et al., 1986
  - Fallomus ginsburgi Marivaux & Welcomme, 2003 (Pakistan)
  - Fallomus ladakhensis Nanda & Sahni, 1998 (Ladakh)
  - Fallomus quraishyi Marivaux & Welcomme, 2003 (Pakistan)
  - Fallomus razae Flynn et al., 1986 (Pakistan)
  - cf. Fallomus sp. uit Pakistan (Marivaux & Welcomme, 2003)
- Geslacht Laonastes Jenkins et al., 2005
  - Laotiaanse rotsrat (Laonastes aenigmamus Jenkins et al., 2005) (Laos)
- Geslacht Willmus Flynn & Morgan, 2005
  - Willmus maximus Flynn & Morgan, 2005 (Pakistan)